# Lodewijk III van Hessen-Darmstadt
Lodewijk III (Darmstadt, 9 juni 1806 - Seeheim-Jugenheim, 13 juni 1877) was van 1848 tot 1877 groothertog van Hessen en Rijn-Hessen.
Hij was de oudste zoon van groothertog Lodewijk II en Wilhelmina Louise van Baden, zuster van de Badense groothertog Karel. Op 26 december 1833 trad hij te München in het huwelijk met Mathilde, dochter van Lodewijk I van Beieren.
Voor hij de troon besteeg, gold hij als een tegenstander van de absolutistische en streng paapse tendensen die onder de heerschappij van zijn vader tot uiting kwamen. Zijn benoeming tot mederegent in het revolutiejaar 1848 (5 maart) werd dan ook met gejuich begroet. Na de dood van Lodewijk II op 16 juni van dat jaar werd hij als Lodewijk III groothertog.
Hij deed aanvankelijk concessies aan de roep om meer vrijheid, maar gedurende de regering-Dalwigk (1852–1871) veranderde de overheid in een bureaucratisch en reactionair systeem dat onder invloed van groothertogin Mathilde en de Mainzer bisschop Wilhelm Emmanuel von Ketteler de Kerk vérgaande rechten en vrijheden ten koste van de staat toebedeelde.
Als tegenstanders van een staatskerk stonden Dalwigk en Ketteler lijnrecht tegenover de Pruisische kanselier Otto von Bismarck in de Kulturkampf. Hessen streed in de Oostenrijks-Pruisische Oorlog van 1866 dan ook aan Oostenrijkse zijde. Na de oorlog te hebben verloren, moest Lodewijk het pas verkregen Landgraafschap Hessen-Homburg aan Pruisen afstaan en liet het noordelijke deel van zijn land deelnemen aan de Noord-Duitse Bond. In 1871 voegde het gehele land zich bij het Duitse Keizerrijk. Lodewijk ontsloeg het jaar daarop Dalwigk en luidde zo een periode van grote verandering in.
Lodewijk III was na de dood van Mathilde in 1868 morganatisch hertrouwd met Anna Magdalena Appel, barones van Hochstätten. Hij stierf op 13 juni 1877 kinderloos en werd opgevolgd door zijn neef Lodewijk IV.

## Voorvaderen
| Lodewijk IV van Hessen-Darmstadt              | Lodewijk IV van Hessen-Darmstadt                                                                    | Lodewijk IV van Hessen-Darmstadt                                                                                      | Lodewijk IV van Hessen-Darmstadt                                                 | Lodewijk IV van Hessen-Darmstadt                                                                    |
| --------------------------------------------- | --------------------------------------------------------------------------------------------------- | --- | -------------------------------------------------------------------------------- | --------------------------------------------------------------------------------------------------- |
| Over- grootouders                             | Lodewijk IX van Hessen-Darmstadt (1719-1790) ⚭ Henriëtte Caroline van Palts-Zweibrücken (1721-1774) | George Wilhelm van Hessen-Darmstadt (1722-1782) ⚭ Maria Luise Albertine van Leiningen-Dagsburg-Falkenburg (1729–1818) | Karel Frederik van Baden (1728–1811) ⚭ 1769 Karoline Luise von Baden (1723-1783) | Lodewijk IX van Hessen-Darmstadt (1719-1790) ⚭ Henriëtte Caroline van Palts-Zweibrücken (1721-1774) |
| Grootouders                                   | Lodewijk I van Hessen-Darmstadt (1753-1830) ⚭ Louisa van Hessen-Darmstadt (1761-1829)               | Lodewijk I van Hessen-Darmstadt (1753-1830) ⚭ Louisa van Hessen-Darmstadt (1761-1829)                                 | Karel Lodewijk van Baden (1755-1801) ∞ Amalia van Hessen-Darmstadt (1754–1832)   | Karel Lodewijk van Baden (1755-1801) ∞ Amalia van Hessen-Darmstadt (1754–1832)                      |
| Ouders                                        | Lodewijk II van Hessen-Darmstadt (1777-1848) ⚭ Wilhelmina van Baden (1788-1836)                     | Lodewijk II van Hessen-Darmstadt (1777-1848) ⚭ Wilhelmina van Baden (1788-1836)                                       | Lodewijk II van Hessen-Darmstadt (1777-1848) ⚭ Wilhelmina van Baden (1788-1836)  | Lodewijk II van Hessen-Darmstadt (1777-1848) ⚭ Wilhelmina van Baden (1788-1836)                     |
| Lodewijk III van Hessen-Darmstadt (1806–1877) | | |                                                                                  | |